# Starczowzroczność
Starczowzroczność (presbiopia, presbyopia, prezbiopia) – pogorszenie widzenia na bliskie odległości, wynikające ze zmniejszenia lub utraty zdolności akomodacji oka. Jest to proces fizjologiczny wynikający ze starzenia się organizmu, powodujący zmniejszenie elastyczności soczewki znajdującej się w gałce ocznej i dotyczy osób zarówno z nadwzrocznością, krótkowzrocznością, jak i bez żadnej z tych wad wzroku. Oko miarowe daje na siatkówce ostry obraz obiektów w nieskończoności bez żadnej ingerencji mięśni ocznych. Jeśli jest inaczej to należy dobrać odpowiednie okulary, aby skorygować widzenie „do dali”.
Jednak zarówno dla oka miarowego, jak i niemiarowego ze skorygowanym widzeniem „do dali”, aby widzieć ostro obiekty z bliska
(np. przy czytaniu) należy wprowadzić dodatkową moc optyczną o wartości +2,50 dioptrii (dla odległości 40 cm). W tym celu mięśnie ściskają soczewkę wewnątrz gałki ocznej, zmieniając jej kształt. Przy zupełnym zaniku elastyczności soczewki dodatkową moc optyczną można wprowadzić jedynie za pomocą okularów o mocy o +2,50 dioptrii (dla odległości pracy z bliska 40 cm) większej niż moc okularów „do dali”. Jest to dodatek do bliży. W przypadku, gdy soczewki w gałkach ocznych mają tylko częściowo zmniejszoną elastyczność potrzebna dodatkowa moc optyczna będzie zawierać się w przedziale od 0 do +3 dioptrii.

## Korekcja za pomocą okularów
W starczowzroczności korekcja widzenia „do bliży” zawsze zakłóca widzenie „do dali”. Pewnym kompromisem są okulary dwuogniskowe oraz bardziej komfortowe, ale i kosztowne, okulary progresywne. Analogicznie można stosować dwuogniskowe lub progresywne soczewki kontaktowe. Konieczność korekcji optycznej pojawia się na ogół dopiero po 40 roku życia, gdy amplituda akomodacji spada poniżej 5 dioptrii. Istnieje też możliwość chirurgicznej korekcji starczowzroczności.

## Starczowzroczność w przypadku oka miarowego
Potrzebne są jedynie „plusowe” okulary do widzenia z bliska, które należy zdejmować, aby ostro widzieć obiekty odległe. Dalekowidz
(przy sprawnej akomodacji) nie musi tego robić – wprawdzie też używa okularów „plusowych”, ale widzi w nich ostro w całym zakresie.

## Starczowzroczność w krótkowzroczności
Objawy są zauważalne stosunkowo późno, ponieważ krótkowidz intuicyjnie zaczyna zdejmować okulary, aby dobrze widzieć z
bliska.
Jeśli zatem krótkowidz używa okularów o mocy -3 dioptrii, które idealnie korygują widzenie do dali, to do widzenia z bliska w
ogóle nie potrzebuje okularów, nawet przy pełnej starczowzroczności. Analogicznie przy wadzie wzroku -2 dioptrie będą
potrzebne okulary „do bliży” o mocy +1 dioptrii, co bywa mylnie interpretowane jako zmiana z krótkowzroczności na
nadwzroczność.

## Starczowzroczność w nadwzroczności
Nadwzroczność często mylona jest ze starczowzrocznością ponieważ przy wadzie refrakcji poniżej +3 dioptrii dalekowidz (dzięki sprawnej akomodacji) może
ostro widzieć „do dali” (kosztem stałego i męczącego napięcia akomodacji). Wówczas – przy niezdiagnozowanej nadwzroczności, lub ze względów estetycznych – może używać okularów tylko do czytania. Jednak współistniejąca starczowzroczność ogranicza lub uniemożliwia akomodację, więc dalekowidz nie może ostro widzieć także do dali. W tym sensie prezbiopia nasila objawy nadwzroczności.